# Slossonella tenebrosa
Slossonella tenebrosa är en fjärilsart som beskrevs av Dyar 1904. Slossonella tenebrosa ingår i släktet Slossonella och familjen snigelspinnare. Inga underarter finns listade i Catalogue of Life.